# Hamitköy
Hamitköy o Hamid Mandres es una localidad de la isla de Chipre. Inicialmente fue un pueblo turcochipriota pero, tras los cambios en la organización de la isla, pasó a ser un barrio del municipio turcochipriota de Nicosia. 

## Datos básicos
Está situada al norte de la capital, en la nueva ruta a Famagusta. 
Hamid Mandres, nombre utilizado por grecochipriotas, significa "Campo de Hamid".[cita requerida] Se convirtió en aldea en las primeras décadas del período británico. En 1975, los turcochipriotas cambiaron ligeramente el nombre a Hamitköy, que significa "pueblo de Hamit". 
Este pequeño pueblo llegó a ser importante cuando los turcochipriotas de Omorfita / Küçük Kaymaklı buscaron allí refugio en diciembre de 1963, donde se estableció uno de los campamentos de refugiados más grandes de la isla, una ciudad de carpas donde se construirán posteriormente viviendas para los refugiados.
Las miserables condiciones de los campamentos de refugiados fueron descritos por un periodista George Mikes: "
Hamid Menderes solía ser un pueblo de doscientas almas; ahora se ha convertido en una ciudad-carpas de 3.500 habitantes. Son todos los refugiados turcos de un pueblo cercano llamado Omorphita / Küçük Kaymaklı viviendo en tiendas de campaña en la inmundicia indescriptible, sin saneamiento adecuado, sin comida adecuada. El lugar es un pozo de inmundicia y la miseria, la pobreza y la desesperanza.

## Población y Conflicto Intercomunal
Desde la época otomana hasta la actualidad, Hamitköy ha sido habitada predominantemente por turcochipriotas. La población de la aldea aumentó constantemente, pasando de 113 en 1891 a 418 en 1960.
No hubo expulsiones de población desde esta localidad durante la lucha entre comunidades de la década de 1960. Sin embargo, durante este período, el pueblo sirvió como un centro de recepción de muchos turcochipriotas desplazados que habían huido de pueblos y barrios cercanos. Durante los combates de Nicosia de diciembre de 1963, los turcochipriotas huyeron de algunos barrios de la ciudad antigua, así como de los suburbios de Strovolos, Aglangia, Omorfita y Trakhonas. Estas personas desplazadas constituyen casi el 30% de la población turcochipriota de la gran Nicosia. La mayoría de estos desplazados se trasladaron a los barrios turcochipriotas de la ciudad amurallada o hacia el norte para Ortaköy, Gönyeli o Hamid Mandres. Muchas familias desplazadas quedaron en Hamid Mandres / Hamitköy hasta 1968 o se trasladaron a los barrios turcochipriotas en la ciudad amurallada de la gran Nicosia. Aunque la mayoría de las personas desplazadas se había mudado a la ciudad amurallada de Nicosia en 1971, se registraron 378 personas que aún residen en ese momento en el campo de refugiados de Hamid Mandres / Hamitköy. 
Después de la guerra de 1974, la mayoría de las familias desplazadas fueron reasentadas en los barrios grecochipriotas vacíos de Nicosia como Trakhonas y Nea Polis / Yenişehir.

## Población actual
Hamid Mandres / Hamitköy actualmente está habitada por sus pobladores originales o descendientes. Hay algunos turcochipriotas que fueron desplazados en 1964 o 1974, la mayoría procedentes de Omorfita / Küçük Kaymaklı y el distrito de Paphos, en el sur. En los últimos veinte años, otras personas de la clase media y clase media alta turcochipriota, del norte de Nicosia, también se han asentado en el pueblo / barrio, comprando la propiedad o construyendo nuevas casas. 
Este desarrollo se superponía con el éxodo de los turcochipriotas de la ciudad amurallada a los suburbios de alojamiento. El último censo turcochipriota de 2006 puso la población del pueblo / barrio en 2898. El pueblo se convirtió oficialmente en un barrio y parte del municipio turcochipriota de Nicosia en 2008.